# Picoides funebris
Picoides funebris är en fågel i familjen hackspettar inom ordningen hackspettartade fåglar endemisk för Kina. Den behandlas oftast som underart till tretåig hackspett (Picoides tridactyla), men har nyligen urskiljts som egen art.

## Utseende och läten
Denna 22 cm långa, svartvita hackspett är lik sin nära släkting tretåig hackspett men är generellt mycket mörkare. Undersidan är helsvart med vita fläckar från bröst till undergump. Även näbb och fötter är svarta (tretåig hackspett har grå fötter och ljus undre näbbhalva) och stjärten har mycket mindre utbredd vit bandning. Hakan, strupen och de ljusa strecken i ansiktet är vidare snarare ljust gulbruna än vita och honan har i princip helsvart hjässa utan vita streck. Lätena är dåligt kända, men beskrivs i engelsk litteratur som korta "kip" och upprepade "kree".

## Utbredning och systematik
Fågeln förekommer endast i centrala Kina, från östra Qinghai och västra Gansu till västra Sichuan och norra Yunnan. Den betraktas vanligen som underart till tretåig hackspett (P. tridactylus). Den placeras i hotkategorin livskraftig. Sedan 2014 urskiljs den dock som egen art av Birdlife International, IUCN och Handbook of Birds of the World på grund av sitt avvikande utseende. Den behandlas som monotypisk, det vill säga att den inte delas in i några underarter.

## Levnadssätt
Fågeln påträffas i barrskogar, särskilt de som domineras av ädelgran. Födan är bristfälligt känd, men har setts ta barklevande skalbaggar och trälevande skalbaggelarver från under barken på döda och döende träd. Liksom tretåig hackspett verkar den också hacka hål i träd på jakt efter sav. Dess häckningsbiologi är helt okänd. Arten antas vara stannfågel.

## Status och hot
Arten har ett stort utbredningsområde, men tros minska i antal, dock inte tillräckligt kraftigt för att den ska betraktas som hotad. Internationella naturvårdsunionen IUCN listar arten som livskraftig (LC).